# Wolowona
Wolowona is een bestuurslaag in het regentschap Sikka van de provincie Oost-Nusa Tenggara, Indonesië. Wolowona telt 688 inwoners (volkstelling 2010).